# Любин (Злынковский район)
Любин — посёлок в Злынковском районе Брянской области, в составе Вышковского городского поселения. 
 Расположен в 5 км к северо-западу от Злынки. Постоянное население с 2005 года отсутствует.

## История
Упоминается с первой половины XIX века как хутор (другое название — Гута Румянцева). Входил в Денисковичскую волость Новозыбковского уезда; в 1920-е годы — в Краснозлынковский сельсовет, в 1929—2005 гг. — в Добродеевский сельсовет.
| Годы      | 1859 | 1892 | 1901 | 1926 | 1979 | 1989 | 2002 | 2010 |
| --------- | ---- | ---- | ---- | ---- | ---- | ---- | ---- | ---- |
| Население | 28   | 156  | 187  | 210  | 186  | 133  | 14   | 0    |